# Jadwiga Habela
Jadwiga Habela (ur. 12 lipca 1924 w Warszawie, zm. 16 listopada 2007 w Gdańsku) – architekt, pracownik naukowy Politechniki Gdańskiej.

## Życiorys
Przed wybuchem II wojny światowej uczęszczała do gimnazjum we Lwowie, w którym ukończyła 3 klasy. Podczas okupacji zatrudniona była w Instytucie Badań nad Tyfusem Plamistym i Wirusami. Szkołę średnią ukończyła w 1944 roku na tajnych kompletach. W 1951 roku J. Habela uzyskała dyplom Wydziału Architektury Politechniki Gdańskiej. W latach 1947–1949 pracowała w Chrzanowie i w Gdańsku w wykonawstwie robót budowlanych, a także przy Ekspedycji Archeologicznej Uniwersytetu Łódzkiego, stacjonującej w Gdańsku. Od roku 1949 była pracownikiem Wydziału Architektury Politechniki Gdańskiej. W latach 50. sprawowała nadzór konserwatorski w zabezpieczaniu elementów kamieniarskich podczas prac rozbiórkowych gdańskich kamienic. Do jej zadań należały także rekonstrukcje, studia konserwatorsko-adaptacyjne gdańskich zabytków. Pełniła funkcję konsultanta gdańskich oddziałów Pracowni Dokumentacji Historycznej i Przedsiębiorstwa Państwowego Pracownie Konserwacji Zabytków, gdańskiego Biura Projektów „Miastoprojekt” oraz Wojewódzkiego Konserwatora Zabytków w Szczecinie, Koszalinie i Olsztynie. W latach 1953–1958, wraz z Janem Kromanem, Jerzym Stankiewiczem, Januszem Ciemnołońskim, Ryszardem Massalskim, Kazimierzem Orłowskim tworzyła zespół opracowujący dokumentację odbudowy poszczególnych kamienic w Głównym Mieście i nad ogólnym planem odbudowy Długiego Pobrzeża, Wyspy Spichrzów, a także Starego Miasta w Elblągu.
12 czerwca 1965 roku Jadwiga Habela uzyskała stopień naukowy doktora nauk technicznych na podstawie dysertacji z pogranicza architektury i historii techniki pt. „Antonis van Obbergen, architekt i fortyfikator flamandzki z przełomu XVI i XVII w.” Promotorem pracy doktorskiej był prof. dr inż. Marian Osiński, a recenzentami: prof. dr Adam Bochnak z Uniwersytetu Jagiellońskiego, prof. mgr inż. Tadeusz Broniewski z Politechniki Wrocławskiej i prof. mgr inż. Jan Borowski. W 1975 roku otrzymała stopień doktora habilitowanego na podstawie dysertacji habilitacyjnej „Ratusz Staromiejski w Gdańsku. Pierwotny układ funkcjonalny i architektoniczny na tle budownictwa municypalnego Europy”. W roku 1990 została profesorem tytularnym.
Prof. Jadwiga Habela zaliczana jest do nurtu kontynuacji historycznej tradycji Gdańska. Specjalizowała się w dziedzinie historii architektury polskiej i konserwacji zabytków architektury. Wypromowała 3 dysertacje doktorskie. Najbliższym jej tematem były fortyfikacje miejskie. Zakres ten miał swoje miejsce w promowanych przez nią doktoratach Grzegorza Bukala, Roberta Hirscha i Jakuba Szczepańskiego.
Pochowana została 22 listopada 2007 roku na Cmentarzu Srebrzysko w Gdańsku.

## Odznaczenia
- Medal Pięćsetlecia Powrotu Gdańska do Polski (1954);
- Odznaczenie „Za Zasługi dla Gdańska” (1965)[1]

## Wybrane publikacje
- Kościół parafialny pod wezwaniem św. Jana w Gdańsku (1958)[1]
- Droga Królewska (1965)[8];
- Ratusz staromiejski w Gdańsku (1975)[9];
- Miasto Gdańsk, cz. 1: Główne Miasto (2006)[1]